# Primer Departamento (Unión Soviética)
El Primer Departamento (ruso: первый отдел, transliterado como pervyi otdel) estaba a cargo de la seguridad política y de los secretos estatales en los lugares de trabajo de cada fábrica, universidad, empresa e institución de la Unión Soviética que estuviese relacionada con toda clase de información técnica o científica, producción, investigación y desarrollo, o la impresión de la misma (por ejemplo, una editorial).
Cada rama de la Administración Central de Estadísticas y su sucesor, el Comité Estatal de Estadísticas también tenía un Primer Departamento para controlar el acceso, la distribución y la publicación de estadísticas oficiales sociales, económicas, demográficas.
Las copias de los documentos especialmente sensibles estaban numerados y etiquetados como secretos mediante la frase “Sólo para uso oficial” (Для служебного пользования, transliterado como Dlya sluzhébnogo pólzovaniya).
En algunos casos, la versión para “uso oficial” de un documento se parecía a las de uso público en su formato, pero brindaba mucha más información detallada.
Los primeros departamentos reportaban al KGB y no estaban subordinados a la propia gerencia de su propia institución. Entre sus funciones principales, estaba el control del acceso a la información considerada como secreto de Estado, además de permitir (o no) los viajes al extranjero y de controlar las distintas publicaciones.
También el Primer Departamento llevaba el control del uso de los dispositivos técnicos de copia (las imprentas, prensas rotativas, copiadoras xerográficas, máquinas de escribir, etc.) para evitar la duplicación de material impreso prohibido, ya fuese porque éste hacía referencia a secretos de Estado o simplemente porque era “ideológicamente peligroso” (samizdat).

## Nota y Referencia
1. ↑  Puede encontrarse una descripción de las operaciones del Primer Departamento dentro de las oficinas de estadística en: Barbara A. Anderson, Kalev Katus y Brian D. Silver, Developments and prospects for population statistics in countries of the former Soviet Union (“Desarrollos y perspectivas para las estadísticas de población en los países de la antigua Unión Soviética”), Population Index 60, n.º 1, primavera boreal de 1994: 4-20.